# Балыклыбашево
Балыклыбашево (баш. Балыклыбаш) — село в Федоровском районе Республики Башкортостан Российской Федерации. Входит в состав Каралачикского сельсовета. 

## География

### Географическое положение
Расстояние до:
- районного центра (Фёдоровка): 8 км,
- центра сельсовета (Каралачик): 3 км,
- ближайшей ж/д станции (Мелеуз): 51 км.

## История
В «Списке населенных мест по сведениям 1870 года», изданном в 1877 году, населённый пункт упомянут как деревня Балыклыбаш 4-го стана Стерлитамакского уезда Уфимской губернии. Располагалась при речке Балыкле, в 87 верстах от уездного города Стерлитамака и в 41 версте от становой квартиры в селе Васильевское (Бондаревка). В деревне, в 39 дворах жили 176 человек (83 мужчины и 93 женщины, татары), были мечеть, 5 водяных мельниц. Жители занимались земледелием, скотоводством, плетением лаптей.

## Население
| 2002 | 2009 | 2010 |
| ---- | ---- | ---- |
| 185  | →185 | ↘161 |

Национальный состав
Согласно переписи 2002 года, преобладающая национальность — татары (94 %).